# Liste norwegischsprachiger Schriftsteller
Dies ist eine Übersicht bekannter Schriftsteller der norwegischen Sprache.

## A
- Hans Aanrud (1863–1953)
- Ivar Aasen (1813–1896)
- Matti Aikio (1872–1929)
- Lisa Aisato (* 1981)
- Finn Alnæs (1932–1991)
- Ingvar Ambjørnsen (1956–2025)
- Tryggve Andersen (1866–1920)
- Ella Anker (1870–1958)
- Øyvind Anker (1904–1989)
- Peter Anker (1927–2012)
- Peter Christen Asbjørnsen (1812–1885)
- Kjell Askildsen (1929–2021)
- Marie Aubert (* 1979)

## B
- Ari Behn (1972–2019)
- Jon Bing (1944–2014)
- André Bjerke (1918–1985)
- Jens Bjørneboe (1920–1976)
- Bjørnstjerne Bjørnson (1832–1910)
- Ketil Bjørnstad (* 1952)
- Johan Bojer (1872–1959)
- Tor Bomann-Larsen (* 1951), Schriftsteller, Zeichner
- Johan Borgen (1902–1979)
- Hjalmar Hjorth Boyesen (1848–1895), N/US
- Trond Brænne (1953–2013)
- Tor Åge Bringsværd (1939–2025)
- Elin Brodin (* 1963)
- Waldemar Christofer Brøgger (1911–1991), Pseudonym Carsten Frogner
- Johan Nordahl Brun (1745–1816)
- Magdalene Sophie Buchholm (1758–1825)
- Karen Anne Buljo (* 1964)
- Olaf Bull (1883–1933)

## C
- Finn Carling (1925–2004)
- Lars Saabye Christensen (* 1953)
- Camilla Collett (1813–1895)

## D
- Hans Fredrik Dahl (* 1939)
- Niels Fredrik Dahl (* 1957)
- Petter Dass (1647–1707)
- Conradine Dunker (1780–1866)
- Olav Duun (1876–1939)
- Arne Dybfest (1869–1892)
- Vilhelm Dybwad (1863–1950)

## E
- Harald Rosenløw Eeg (* 1970)
- Thorbjørn Egner (1912–1990)
- Eystein Eggen (1944–2010)
- Tom Egeland (* 1959)
- Sven Elvestad (1884–1934)
- Dorothe Engelbretsdatter (1634–1716), auch Engelbretsdotter
- Tomas Espedal  (* 1961)
- Jon Ewo (* 1957)

## F
- Else Færden (* 1952)
- Knut Faldbakken (* 1941)
- Matias Faldbakken (* 1973)
- Johan Falkberget (1879–1967)
- Kolbein Falkeid (1933–2021)
- Kjartan Fløgstad (* 1944)
- Minken Fosheim (1956–2018)
- Jon Fosse (* 1959)
- Karin Fossum (* 1954)
- Tor Fretheim (1946–2018)
- Peder Claussøn Friis (1545–1614)

## G
- Jostein Gaarder (* 1952)
- Arne Garborg (1851–1924)
- Hulda Garborg (1862–1934)
- Claes Gill (1910–1973)
- Nordahl Grieg (1902–1943)
- Beate Grimsrud (1963–2020)
- Frode Grytten (* 1960)
- Trygve Gulbranssen (1894–1962)

## H
- Inger Hagerup (1905–1985)
- Klaus Hagerup (1946–2018)
- Jonny Halberg (* 1962)
- Erik Fosnes Hansen (* 1965)
- Olav H. Hauge (1908–1994)
- Torill Thorstad Hauger (1943–2014)
- Knut Hamsun (1859–1952)
- Marie Hamsun (1881–1969)
- Øivind Hånes (* 1960)
- Johan Harstad (* 1979)
- Tormod Haugen (1945–2008)
- Gunnar Heiberg (1857–1929)
- Arne Heli (1924–2006)
- Vera Henriksen (1927–2016)
- Hans Herbjørnsrud (1938–2023)
- Sigurd Hoel (1890–1960)
- Edvard Hoem (* 1949)
- Ludvig Holberg (1684–1754)
- Anne Holt (* 1958)
- Ragnar Hovland (* 1952)
- Ida Hegazi Høyer (* 1981)
- Marte Huke (* 1974)

## I
- Henrik Ibsen (1828–1906)

## J
- Roy Jacobsen (* 1954)
- Axel Jensen (1932–2003)
- Georg Johannesen (1931–2005)
- Inghill Johansen (* 1958)
- Ragnhild Jølsen (1875–1908)
- Dagny Juel (1867–1901)
- Hans Jæger (1854–1910)

## K
- Alexander Lange Kielland (1849–1906)
- Hans Ernst Kinck (1865–1926)
- Nils Kjær (1870–1924)
- Jan Kjærstad (* 1953)
- Karl Ove Knausgård (* 1968)
- Dag Kolstad (* 1955)
- Ingeborg von der Lippe Konow (1860–1929)
- Roskva Koritzinsky (* 1989)
- Thomas Peter Krag (1868–1913)
- Borghild Krane (1906–1997)
- Christian Krohg (1852–1925)
- Helge Krog (1889–1962)

## L
- Lars Roar Langslet (1936–2016)
- Terje Holtet Larsen (* 1964)
- Jan Roar Leikvoll (1974–2014)
- Jonas Lie (1833–1908)
- Severin Lieblein (1866–1933)
- Ruth Lillegraven (* 1978)
- Erlend Loe (* 1969)
- Øystein Lønn (1936–2022)
- Rauni Magga Lukkari (* 1943)
- Maja Lunde (* 1975)
- Arne Lygre (* 1968)

## M
- Trude Marstein (* 1973)
- Jan Mehlum (* 1945)
- Stein Mehren (1935–2017)
- Jon Michelet (1944–2018)
- Jørgen Moe (1813–1882)
- Johan Storm Munch (1778–1832)
- Margrethe Munthe (1860–1931)
- Agnar Mykle (1915–1994)

## N
- Rudolf Nilsen (1901–1929)
- Tove Nilsen (* 1952)
- Jo Nesbø (* 1960)
- Grethe Nestor (* 1968)
- Regine Normann (1867–1939)
- Olav Nygard (1884–1924)

- Gert Nygårdshaug (* 1946)

- Atle Næss (* 1949)

## O
- Sigbjørn Obstfelder (1866–1900)

## P
- Fredrik Parelius (1879–1970)
- John Paulsen (1851–1924)
- Siri Pettersen (* 1971)
- Per Petterson (* 1952)
- Edy Poppy (* 1975)

## R
- Kristofer Randers (1851–1917)
- Tore Renberg (* 1972)
- Øystein Rian (* 1945)
- Barbra Ring (1870–1955)
- Claus Pavels Riis (1826–1886)
- Pernille Rygg (* 1963)

## S
- Rolf Sagen (1940–2017)
- Cora Sandel (Sara Fabricius) (1880–1974)
- Margit Sandemo (1924–2018)
- Aksel Sandemose (1899–1965)
- Máret Ánne Sara (* 1983)
- Annik Saxegaard (Berte Bratt, Nina Nord, Ulla Scherenhof) (1905–1990)
- Mathilde Schjøtt (1844–1926)
- Peter Olrog Schjøtt (1833–1926)
- Gabriel Scott (1874–1958)
- Åsne Seierstad (* 1970)
- Per Sivle (1857–1904)
- Fredrik Skagen (1936–2017)
- Amalie Skram (1846–1905)
- Kim Småge (* 1945)
- Monica Kristensen Solås (* 1950)
- Dag Solstad (1941–2025)
- Gunnar Staalesen (* 1947)
- Nic. Stang (1908–1971)
- Ragna Thiis Stang (1909–1978)
- Henrik Steffens (1773–1845)
- Espen Søbye (* 1954)
- Steinar Sørlle (1942–2022)

## T
- Marie Takvam (1926–2008)
- Jens Thiis (1870–1942)
- Magdalene Thoresen (1819–1903)
- Carl Frode Tiller (* 1970)
- Helge Torvund (* 1951)

## U
- Tor Ulven (1953–1995)
- Sigrid Undset (1882–1949)
- Linn Ullmann (* 1966)

## V
- Aslaug Vaa (1889–1965)
- Tarjei Vesaas (1897–1970)
- Anne-Catharina Vestly (1920–2008)
- Bjørg Vik (1935–2018)
- Gudmund Vindland (* 1949)
- Aasmund Olavsson Vinje (1818–1870)
- Nils Collett Vogt (1864–1937)
- Jan Erik Vold (* 1939)

## W
- Margit Walsø (* 1968)
- Herbjørg Wassmo (* 1942)
- Johan Sebastian Welhaven (1807–1873)
- Henrik Wergeland (1808–1845)
- Gisken Wildenvey (1892–1985)
- Herman Wildenvey (1885–1959)

## Ø
- Einar Økland (* 1940)
- Hanne Ørstavik (* 1969)
- Arnulf Øverland (1889–1968)

## Å
- Sverre Årnes (* 1949)